# Kopffs komet
För andra betydelser, se Kopff.
Kopffs komet (22P/Kopff) är en kortperiodisk komet som upptäcktes 23 augusti 1906 av August Kopff i Heidelberg. Kopff kunde dock i efterhand hitta bilder på kometen som tagits redan några dagar tidigare av honom själv. Kometen observerades inte vid sitt periheliepassage 1912-3 men återfanns 1919 med bara några dagar felmarginal. Sedan dess har den observerats vid varje periheliepassage.
1943 kom kometen nära Jupiter vilket förkortade omloppstiden något. En ny närkontakt 1954 med Jupiter förlängde omloppstiden något igen. 2026 och 2038 kommer kometens omloppstid åter att förkortas.
Som närmast jorden kommer kometen i juli 2028 då på ett avstånd av 52,8 miljoner kilometer.